# Заводська сільська рада (Ізюмський район)
За́водська сільська́ ра́да — адміністративно-територіальна одиниця та орган місцевого самоврядування в Ізюмському районі Харківської області. Адміністративний центр — село Заводи.

## Загальні відомості
- Територія ради: 164,33 км²
- Населення ради: 1 133 особи (станом на 2001 рік)
- Територією ради протікає річка Сіверський Дінець.

## Населені пункти
Сільській раді були підпорядковані населені пункти:
- с. Заводи
- с. Андріївка
- с. Петропілля
- с. Придонецьке
- с. Співаківка

## Склад ради
Рада складалася з 16 депутатів та голови.
- Голова ради: Чегринець Михайло Миколайович
- Секретар ради: Панасенко Ірина Олександрівна

### Керівний склад попередніх скликань
| Прізвище, ім'я, по батькові   | Основні відомості                                                               | Дата обрання | Дата звільнення |
| ----------------------------- | ------------------------------------------------------------------------------- | ------------ | --------------- |
| Чегринець Михайло Миколайович | Сільський голова, 1960 року народження, член Соціалістичної партії України      | 26.03.2006   | 31.10.2010      |
| Чегринець Михайло Миколайович | Сільський голова, 1960 року народження, освіта середня спеціальна, безпартійний | 31.10.2010   |                 |

Примітка: таблиця складена за даними сайту Верховної Ради України

### Депутати
За результатами місцевих виборів 2010 року депутатами ради стали:

#### За суб'єктами висування
| Суб'єкт висування | Кількість обраних депутатів | %    |
| ----------------- | --------------------------- | ---- |
| Самовисування     | 13                          | 81,3 |
| Партія регіонів   | 3                           | 18,8 |

#### За округами
| № округу        | Прізвище, ім'я, по батькові      | Дата визнання обраним | Освіта             | Партійна приналежність | Відомості про обраного депутата                                                                     |
| --------------- | -------------------------------- | --------------------- | ------------------ | ---------------------- | --------------------------------------------------------------------------------------------------- |
| Партія регіонів |                                  |                       |                    |                        | |
| 10              | Чуканова Ольга Павлівна          | 05.11.2010            | середня            | член Партії регіонів   | Заводська амбулаторія загальної практики — сімейної медицини, медична сестра                        |
| 11              | Чвалун Тетяна Володимирівна      | 05.11.2010            | середня            | член Партії регіонів   | Червоно шахтарський фельдшерсько-акушерський пункт, завідувачка                                     |
| 12              | Стужко Микола Григорович         | 05.11.2010            | середня            | член Партії регіонів   | Червоношахтарська загальноосвітня школа, сезонний кочегар                                           |
| Самовисування   |                                  |                       |                    |                        | |
| 1               | Голіней Ігор Дмитрович           | 05.11.2010            | середня спеціальна | позапартійний          | тимчасово не працює                                                                                 |
| 2               | Білокур Тетяна Вікторівна        | 05.11.2010            | середня спеціальна | позапартійна           | Заводське відділення соціальної допомоги територіального центру Ізюмської РДА, соціальнийпрацівник  |
| 3               | Лукашова Лариса Федорівна        | 05.11.2010            | вища               | позапартійна           | Заводська сільська рада, діловодЗаводської сільської ради                                           |
| 4               | Лисенко Любов Макарівна          | 05.11.2010            | середня спеціальна | позапартійна           | Заводська сільська рада, прибиральниця службових приміщень                                          |
| 5               | Глушак Ольга Сергіївна           | 05.11.2010            | середня            | позапартійна           | Заводське відділення соціальної допомоги територіального центру Ізюмської РДА, соціальний працівник |
| 6               | Дадонова Наталія Лозігарівна     | 05.11.2010            | вища               | член Партії регіонів   | Заводський СБК, художній керівник                                                                   |
| 7               | Панасенко Ірина Олександрівна    | 05.11.2010            | середня            | позапартійна           | Заводська сільська рада, секретар                                                                   |
| 8               | Стужко Олександр Дмитрович       | 05.11.2010            | середня            | позапартійний          | Червоно шахтарський сільський клуб, завідувач                                                       |
| 9               | Коломацький Микола Олександрович | 05.11.2010            | середня спеціальна | член Партії регіонів   | Придонецьке лісництво, тракторист                                                                   |
| 13              | Гордієнко Людмила Володимирівна  | 05.11.2010            | середня            | член Партії регіонів   | Заводське відділення соціальної допомоги територіального центру Ізюмської РДА, соціальний працівник |
| 14              | Кіценко Ольга Володимирівна      | 05.11.2010            | середня            | член Партії регіонів   | Харківська дирекція УДППЗ «Укрпошта» УПЗ № 2 ВПЗ Червоний Шахтар, листоноша                         |
| 15              | Денисенко Зінаїда Миколаївна     | 05.11.2010            | вища               | позапартійна           | Заводська сільська рада, головний бухгалтер                                                         |
| 16              | Голіней Тетяна Миколаївна        | 05.11.2010            | вища               | позапартійна           | ФОП Голіней Т. М.                                                                                   |

## Населення
Згідно з переписом УРСР 1989 року чисельність наявного населення сільської ради становила 1190 осіб, з яких 518 чоловіків та 672 жінки.
За переписом населення України 2001 року в сільській раді мешкало 1111 осіб.

### Мова
Розподіл населення за рідною мовою за даними перепису 2001 року:
| Мова       | Відсоток |
| ---------- | -------- |
| українська | 90,91 %  |
| російська  | 8,38 %   |
| вірменська | 0,44 %   |
| інші       | 0,27 %   |